# Bodies Bodies Bodies

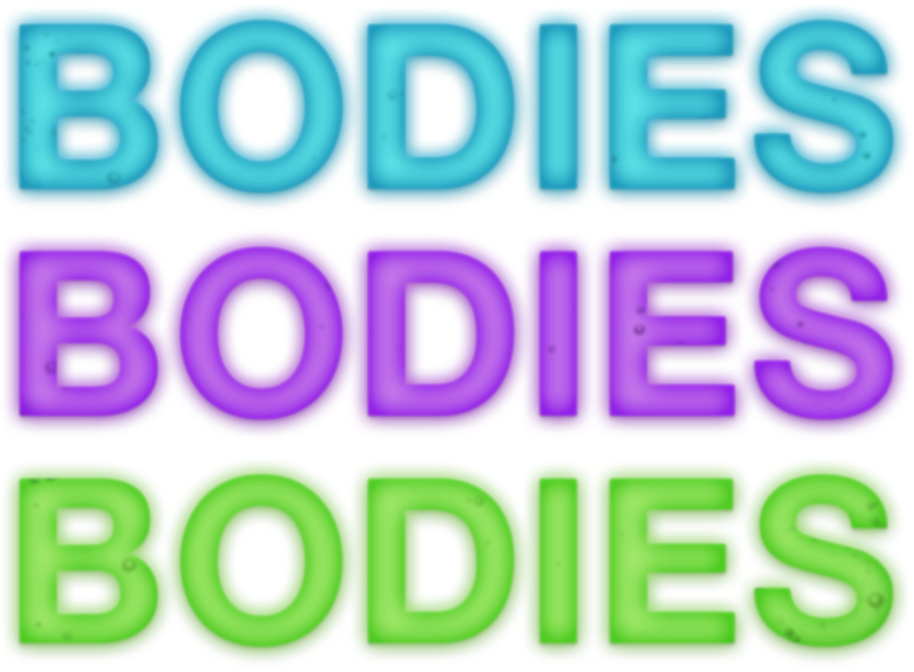
título de la película con el diseño y tipografía del afiche promocional

Muerte muerte muerte (Bodies Bodies Bodies) es una película slasher de humor negro estadounidense de 2022 dirigida por Halina Reijn. La película está protagonizada por Amandla Stenberg, Maria Bakalova, Myha'la Herrold, Chase Sui Wonders, Rachel Sennott, Lee Pace, y Pete Davidson. Su trama sigue a un distanciado grupo de amigos adinerados que, cuando se reúnen por primera vez después de algunos años, deciden jugar a un juego que mezcla la mafia y el cuarto oscuro, llamado "Bodies, Bodies, Bodies" (Cuerpos, Cuerpos, Cuerpos). La diversión inicial toma un giro tenebroso cuando, uno por uno, los participantes comienzan a aparecer muertos de verdad, y los sobrevivientes deberán buscar al asesino entre ellos. 
Tuvo su estreno mundial en el South by Southwest el 14 de marzo de 2022 y fue estrenada el 5 de agosto de 2022 por A24. La película recibió críticas positivas de los críticos.

## Reparto
- Amandla Stenberg como Sophie
- Maria Bakalova como Bee
- Myha'la Herrold como Jordan
- Chase Sui Wonders como Emma
- Rachel Sennott como Alice
- Lee Pace como Greg
- Pete Davidson como David
- Conner O'Malley como Max

## Producción
En marzo de 2018, A24 adquirió los derechos del guion de Bodies Bodies Bodies, escrito por Kristen Roupenian. En septiembre de 2019, se anunció que Chloe Okuno dirigiría y reescribiría la película. En abril de 2021, se anunció que Amandla Stenberg y Maria Bakalova se habían unido al reparto de la película, con Pete Davidson y Myha'la Herrold en conversaciones para unirse. Bakalova dijo que tenía miedo de estar en una película de terror, tenía miedo de verlas, pero sabía que las películas de A24 iban más allá; dijo que la película era “más como una comedia con clasificación R”. En mayo de 2021, Lee Pace, Rachel Sennott, Chase Sui Wonders y Conner O'Malley se unieron al elenco de la película, y con Davidson y Herrold confirmados como protagonistas.
La fotografía principal comenzó en mayo de 2021.

## Estreno
La película tuvo su estreno mundial en el South by Southwest el 14 de marzo de 2022. Fue estrenada en los cines estadounidenses por A24 el 5 de agosto de 2022. Stage 6 Films distribuirá la película internacionalmente.

## Recepción
En el sitio web de revisión y reseñas Rotten Tomatoes, la película obtuvo un índice de aprobación del 91% sobre la base de 77 reseñas, con una calificación promedio de 7.5/10. El consenso de los críticos del sitio web dice: “Con un elenco impecable y una escritura inteligente, Bodies Bodies Bodies es una novela policíaca sorprendentemente bien hecha”. En Metacritic, la película obtuvo un puntaje promedio de 71 sobre 100, basado en 23 críticas, lo cual indica «reseñas generalmente positivas».